# Научно-образовательная школа МГУ (летняя)
Научно-образовательная школа МГУ ЛАНАТ проводилась с 2011 года как лагерь для детей в Пансионате МГУ "Университетский" и в ДОЛ "Звездочка" Чеховского района. Основной особенностью школы является учебная программа, рассчитанная не на механическое усвоение знаний учащимися (как это происходит в "традиционных" летних школах, например, олимпиадных, где со школьниками разбираются типовые задачи олимпиад разного уровня, или в тематических предметных школах, где школьники изучают дополнительные, то есть не вошедшие в школьные учебники, разделы выбранного предмета), а получение знаний, навыков и компетенций непосредственно учащимся под руководством преподавателя. При этом сам преподаватель должен иметь признанные результаты своей исследовательской деятельности, а часть преподавателей - студенты ведущих московских вузов, в первую очередь, МГУ, которые в школьные годы выполнили исследования и добивались высших результатов на ведущих российских и международных научных соревнованиях школьников. Тем самым они способствуют подготовке учащихся Научно-образовательной школы к участию в научных конкурсах.

### История школы
В разные годы школа проводилась в разных направлениях с соответствующими названиями.
- 2011 год (август) - Летняя школа Всероссийского фестиваля науки[2].
- 2012 год (август) - Летняя школа Всероссийского фестиваля науки и программы "Лифт в будущее"[3].
- 2013 год (август) - Летняя школа "Лифт в будущее"[4].
- 2013 год (ноябрь) - Осенняя школа "Фестиваль наук"[5].
- 2014 год (март) - Весенняя научно-образовательная школа МГУ[6].
- 2014 год (июль) - Летняя техническая школа[7].
- 2014 год (август) - Летняя научная школа[8].
- 2014 год (ноябрь) - Осенняя школа научных проектов[9].
- 2015 год (март) - Весенняя научная школа МГУ Ланат[10]
- 2015 год (май) - Майская научная школа МГУ[11]
- 2015 год (июль) - Летняя IT школа 2015[12]
- 2015 год (август) - Летняя научная школа МГУ[13]
- 2015 год (ноябрь) - Осенняя школа практикумов[14]
- 2016 год (март) - Весенняя научная школа МГУ[15]
- 2016 год (май) - Майская научная школа[16]
- 2016 год (июль) - Летняя научная школа[17]
- 2016 год (август) - Летняя научная школа МГУ[18]
- 2016 год (ноябрь) - Осенняя научная школа МГУ[19]
- 2017 год (март) - Весенняя научная школа[20]
- 2017 год (май) - Майская научная школа[20]
- 2017 год (июнь) - Летняя научная школа[20]
- 2017 год (июль) - Летняя научная школа[20]
- 2017 год (август) - Летняя научная школа МГУ[20]
- 2017 год (ноябрь) - Осенняя научная школа[20]
- 2018 год (март) - Весенняя научно-образовательная школа[21]

### Организация учебного процесса
Учебный процесс организуется Лабораторией научного творчества СУНЦ МГУ - школы-интерната, входящего в состав МГУ имени М.В. Ломоносова на правах структурного подразделения, на базе собственных методических разработок. На первом этапе все учащиеся обучаются исследовательским навыкам, выполняя начальные исследовательские проекты, в ходе которых они приобретают начальные навыки сбора данных, компьютерной обработки, анализа, построения и проверки теоретических гипотез. Далее учащийся выбирает тему собственного исследования, выполняет его и защищает полученные результаты на итоговой конференции. В течение всей школы проводятся мастер-классы учёными МГУ и представителями бизнеса. По окончании школы лучшие проекты продолжают консультироваться в очно-дистанционной форме (в зависимости от региона проживания учащегося) через STEM-центр МГУ, а также рекомендуются для участия в конкурсе школьных работ "Учёные будущего", проводимого совместно МГУ и Intel в рамках Всероссийского фестиваля науки.

### Организация внеучебного времени
Во внеучебное время организуется отдых учащихся с использованием собственной школы вожатых МГУ Ланат "Атланты". Работают различные кружки и спортивные секции. В течение всей школы реализуется специально разработанная программа "Ланатида", направленная на развитие творческой активности учащихся и их социальных навыков работы и жизни в коллективе.
В Научно-образовательной школе МГУ принимали участие учащиеся 3-11 классов, которые группировались в классы по возрасту, учащиеся 8-11 классов делятся на три потока: естественно-научный, химико-биологический, инженерный.
Участие возможно при условии выигрывания отборочного конкурса или платное путём покупки путёвки в Детский Оздоровительный Лагерь, стоимость путёвки частично возмещается государством (возмещаемая часть определяется регионом проживания родителей). Подробная информация о школе представлена на сайте lanat.ru